# گورگن ینکیباریان
گورگن وازگنی ینکیباریان (ارمنی: Գուրգեն Վազգենի Ենգիբարյան؛ زادهٔ ۱۰ مارس ۱۹۶۴) بازیکن فوتبال در پست هافبک ارمنی‌تبار اهل لبنان است.

## باشگاهی
از باشگاه‌هایی که در آن بازی کرده‌است می‌توان به آرارات ایروان، اسپارتاک هوکتمبریان، باشگاه فوتبال الیمپیا آشتاراک، کوتایک، آرارات ایروان، هومنمن ای‌ای بیروت و تضامن صور اشاره کرد.

## تیم ملی
وی همچنین در تیم ملی فوتبال لبنان بازی کرده‌است.

## افتخارات
آرارات ایروان
- لیگ برتر فوتبال ارمنستان: ۱۹۹۳
- جام استقلال ارمنستان: ۱۹۹۳

هونمن
- Lebanese Elite Cup: ۱۹۹۹
- نایب قهرمان Lebanese FA Cup: ۱۹۹۷–۹۸, ۱۹۹۸–۹۹
- نایب قهرمان Lebanese Super Cup: 1999

تضامن صور 
- Lebanese FA Cup: ۲۰۰۰–۰۱